# Kevin van Looveren
Kevin van Looveren (* 18. Juni 1986) ist ein belgischer Eishockeytorwart; der seit 2006 erneut bei HYC Herentals unter Vertrag steht und mit diesem seit 2016 in der belgisch-niederländischen BeNe League spielt.

## Karriere

### Clubs
Kevin van Looveren begann seine Karriere in der Nachwuchsabteilung von HYC Herentals, für den er 2003 in der belgischen Ehrendivision debütierte. 2004 bis 2006 stand er bei Olympia Heist op den Berg im Kasten, kehrte dann aber zu seinem Stammverein zurück, für den er seither ununterbrochen spielt. 2009, 2012, 2017 und 2018 wurde er mit HYC Herentals belgischer Meister sowie 2012, 2013 und 2017 auch Pokalsieger. Nachdem er mit HYC 2010 bis 2012 zusätzlich zu seinen Einsätzen in der belgischen Ehrendivision auch am North Sea Cup teilgenommen hatte, wechselte er nach Einstellung dieses niederländisch-belgischen Wettbewerbs mit dem Verein in die niederländische Ehrendivision. Seit 2016 spielt er mit dem Team in der belgisch-niederländischen BeNe League.

### International
Im Juniorenbereich spielte van Looveren für Belgien bei den U18-Weltmeisterschaften 2003 und 2004 in der Division II sowie 2005 bei der U20-Weltmeisterschaft ebenfalls in der Division II.
Van Looveren gehörte erstmals bei der Weltmeisterschaft der Division II 2005 zum Kader der belgischen Eishockeynationalmannschaft, wurde aber wie auch 2006 nicht eingesetzt. Sein erstes Spiel absolvierte er bei der Weltmeisterschaft 2007 in der Division II. Auch 2008, 2009, 2010, 2011 und 2012 spielte er dort.

## Erfolge und Auszeichnungen
- 2009 Belgischer Meister mit HYC Herentals
- 2012 Belgischer Meister und Pokalsieger mit HYC Herentals
- 2012 Aufstieg in die Division II, Gruppe A, bei der Weltmeisterschaft der Division II, Gruppe B
- 2013 Belgischer Pokalsieger mit HYC Herentals
- 2017 Belgischer Meister und Pokalsieger mit HYC Herentals
- 2018 Belgischer Meister mit HYC Herentals